# Acacia oraria
Acacia oraria — вид квіткових рослин з родини бобових. Ареал: Австралія (Квінсленд), Індонезія, Східний Тимор.

## Середовище
Вид зустрічається від рівня моря до висоти приблизно 500 метрів у різноманітних середовищах існування, включно з пляжами, відкритим лісом та росте вздовж струмків і водотоків, рідше на околицях мусонних лісів і сухих дощових лісів.

## Біоморфологічна характеристика
Дерево зазвичай має висоту від 3 до 10 метрів і ширину близько 30 см, розлогу форму з кроною, яка може мати ширину до 6 метрів. Має волокнисту кору з тріщинами. Голі та вічнозелені філодії мають нерівнобоку оберненояйцеподібно-прямоланцетну або еліптичну форму завдовжки приблизно 5–8 см і вшир 1,5–3,5 см і мають три або більше віддалених головних жилок. Під час цвітіння утворює пазушні суцвіття зі сферичними квітковими головами з діаметром близько 5 мм, які містять від 30 до 45 квіток від кремового до блідо-жовтого кольору. Після цвітіння утворює скручені або згорнуті стручки у довжину приблизно до 12 см і вшир від 0,9 до 1,5 см. Стручки містять тьмяно-чорне насіння завдовжки близько 4 мм і вшир близько 3 мм.

## Використання
Дерево вирощується як вуличне або декоративне в Індонезії, і, як відомо, досить добре росте. Має симбіотичні стосунки з деякими бактеріями, які утворюють бульбочки на коренях і можуть фіксувати азот у ґрунті. Кора містить велику кількість дубильних речовин і має в'яжучу дію, тому її можна використовувати для лікування діареї та дизентерії.